# 모리시마 안리
모리시마 안리(일본어: 森嶋 あんり, 2001년 12월 2일~)는 일본의 그라비아 아이돌이자, 여성 아이돌 그룹 ' #2i2 ' 소속의 아이돌이다.